# Cincinnati Cyclones
Die Cincinnati Cyclones sind ein US-amerikanisches Eishockeyfranchise der ECHL aus Cincinnati, Ohio. Die Spielstätte der Cyclones ist das Heritage Bank Center.

## Geschichte
Der Verein wurde 1990 als Franchise der East Coast Hockey League gegründet. Zwei Jahre später erhielt ihr damaliger Besitzer Doug Kirchoffer die Rechte für ein Franchise der International Hockey League, woraufhin er die IHL-Lizenz für die Cyclones gebrauchte und die ECHL-Lizenz nach Birmingham, Alabama, umsiedelte, wo mit dieser von 1992 bis 2001 die Birmingham Bulls antraten. Nachdem die Cincinnati Cyclones in der Saison 1992/93 noch die Playoffs um den Turner Cup verpasst hatten, erreichten sie diese bis zur Auflösung der IHL 2001 in jedem Jahr, kamen jedoch nie über die dritte Runde hinaus.
Anschließend wechselte das Team aus Ohio in die East Coast Hockey League, in der es drei Jahre lang aktiv war, ehe es 2004 aus finanziellen Gründen den Spielbetrieb einstellte. Nachdem 2006 die Gründung eines AHL-Franchises in Cincinnati fehlschlug, nahmen die Cyclones den Spielbetrieb in der ECHL wieder auf und gewannen in der Saison 2007/08 erstmals den Kelly Cup. Im Finale setzten sie sich in der Best-of-Seven-Serie mit 4:2 gegen die Las Vegas Wranglers durch.
Im August 2010 wurde Jarrod Skalde als Cheftrainer der Cincinnati Cyclones vorgestellt, Scott Fankhouser übernahm die Position des Assistenztrainers.

## Team-Rekorde

### Karriererekorde (IHL)
Spiele: 426  Don Biggs
Tore: 137  Don Biggs
Assists: 275  Don Biggs
Punkte: 412  Don Biggs
Strafminuten: 896  Eric Dandenault

### Karriererekorde (ECHL)
Spiele: 342  Barret Ehgoetz
Tore: 110  Mathieu Aubin
Assists: 190  Barret Ehgoetz
Punkte: 290  Barret Ehgoetz
Strafminuten: 357  Brandon McNally
(Stand: Saisonende 2017/18)